# Ganoderma triangulum
Ganoderma triangulum är en svampart som beskrevs av J.D. Zhao & L.W. Hsu 1984. Ganoderma triangulum ingår i släktet Ganoderma och familjen Ganodermataceae.   Inga underarter finns listade i Catalogue of Life.